# Извори на Драматица
Изворите на Драматица или Българското езеро (на гръцки: Πηγές της Αγίας Βαρβάρας), тоест Извори на Света Варвара или Βουλγάρικη λίμνη) е парк в центъра на македонския град Драма, Гърция, оформен около изворите на река Драматица. В Гърция река Драматица до Фотилово е известна като Агия Варвара, тоест Света Варвара.
Селището Драма възниква около тези извори още в праисторическата епоха. Вероятно на тях се дължи и името Драма – от Υδράμα, Δύραμα, богат на вода. Изворите са описани в XVII век от Евлия Челеби. Изворите в продължение на векове са център на икономическите активности в града. Майстори от Епир изграждат две езера около изворите. Северно от тях е църквата „Света Варвара“, за която местна легенда твърди, че е построена върху средновековен храм. Около изворите са Драмските воденици, Тютюневите складове на Херман Шпирер и Анастасиадовата къща.
В края на XIX век Васил Кънчов минава през Драма и пише „Под сами [Драма] са грамадните извори – начало на реката Драматица... Между тях има сенчести градинки, кавенета и воденици, от които две по европейски начин. По-нататък градини със зеленчуци. Изворите се събират в едно и се образува голява река – Драма Чай – Драматица.“
В ΧΧ век изворите стават най-популярният парк в града, център на културния живот в града – в парка са разположени центърът на Общинското предприятие за социално, културно и туристическо развитие, Зала „Мелина“, откритият театър, офисът на Драмския фестивал на късометражното кино и градската библиотека.
- Пътека над езерото
- Зонковата воденица
- Еврейският мемориал в парка
- Кафе „Идрама“